# Steven De Petter
Steven De Petter est un footballeur belge, né le 22 novembre 1985 à Alost en Belgique. Il évolue comme milieu de terrain.

## Biographie

### Carrière de joueur

#### KFC Denderleeuw EH
Steven De Petter commence sa carrière à Denderleeuw.

#### FCV Dender EH
En 2006, il rejoint le club de Dender. Il découvre la 1re division belge avec cette équipe lors de la saison 2007-2008. 

#### KVC Westerlo
En 2009, il est transféré au KVC Westerlo. 
Steven De Petter dispute 4 matchs en Ligue Europa avec le club de Westerlo lors de la saison 2011-2012.

#### KV Malines
En 2012, il signe en faveur du KV Malines.

#### K Saint-Trond VV
Le 31 mars 2020, après une saison blanche marquée par une grave blessure à la cheville lors de la fin de la saison 2018-2019, Steven De Petter met fin à sa carrière de joueur.

## Palmarès
- Champion de Belgique de D2 en 2007 avec Dender